# Ашрам, Линой
Линой Ашрам (ивр. לינוי אשרם‎; род. 13 мая 1999, Ришон-ле-Цион, Израиль) — израильская художественная гимнастка. Олимпийская чемпионка Токио 2020. Двукратная чемпионка Европы (2020, 2021), в том числе абсолютная (2020), двукратная чемпионка Европейских игр (2019), шестикратная серебряный призер Чемпионатов мира (2018, 2019), в том числе в многоборье (2018), пятикратная бронзовый призёр Чемпионатов мира (2017, 2018, 2019), в том числе в многоборье (2017, 2019), завоевала "золото" в финале серии Гран-При (Брно), победитель этапа Кубка мира 2018 в многоборье.

## Детство и юность
Ашрам родилась и выросла в городе Ришон-ле-Цион, она третий ребёнок в семье. Отец, Орен Ашрам, из семьи выходцев из Йемена (йеменских евреев), служит в Армии обороны Израиля в чине прапорщика, а мать Хедва, из семьи выходцев из Греции (греческих евреев), работает няней в детском саду.
Линой начала заниматься гимнастикой в возрасте семи лет. Участвовала в международных соревнованиях с двенадцати лет. В 2017 году была призвана в Армию обороны Израиля, где прослужила до 2019 года. После демобилизации поступила в Академический колледж Оно.

## Спортивная карьера

### 2015 год
В сезоне 2015 года Ашрам дебютировала на взрослых соревнованиях. Это было участие в Гран-при 2015 в Москве. Линой заняла 4-е место в многоборье. 15-16 мая  Ашрам участвовала в турнире Гран-при-2015 в Холоне и заняла 11-е место. В августе Ашрам участвовала в Кубке МТК в Будапеште, заняв 5-е место в многоборье. 23 августа выиграла бронзу на Кубке мира в Казани, Россия, а 9-13 сентября Ашрам (вместе с товарищами по команде Нетой Ривкин и Викторией Вайнберг Филановский участвовала в Чемпионате мира 2015 в Штутгарте, где сборная Израиля заняла 4-е место. 16-18 октября Ашрам участвовала в Финале Гран-при 2015, в Брно, где она выиграла серебряную медаль в многоборье после Маргариты Мамун, а в отдельных соревнованиях она завоевала «серебро» (в упражнениях с обручем, мячом и лентой) и «золото» в упражнении с булавами. В ноябре это же года, Линой Ашрам выиграла золото в многоборье на Кубке счастья 2015 года в Аскере, Норвегия.

### 2016 год
Ашрам начала сезон с участия в Гран-при 2016 в Москве, где заняла 16-е место в многоборье и прошла в финалы с обручем, мячом и лентой. 12-13 марта Ашрам участвовала в MTM Tournament в Любляне, Словения, где выиграла многоборье, набрав в общей сложности 71,350 баллов. В финалах отдельных упражнений она выиграла «бронзу» с обручем и лентой, заняла 4-е место с мячом и 7-е место с булавами. На Гран-при Тье в Париже Ашрам заняла 8-е место в многоборье и квалифицировалась в три финала. 1-3 апреля Ашрам участвовала в Чемпионате мира в Пезаро, где заняла 9-е место в многоборье и получила квалификацию в финал с лентой (заняла 8-е место). Затем она завоевала серебряную медаль в многоборье на Чемпионате Израиля, уступив Виктории Филановски. 13-15 мая Ашрам участвовала в Кубке мира 2016 в Ташкенте, где выиграла «бронзу» в многоборье и получила право на участие во всех четырёх финалах: «бронза» с мячом, 4-е место с обручем и булавами и 6-е - с лентой. 27-29 мая Ашрам заняла 7-е место в многоборье на Чемпионате мира 2016 в Софии; квалифицировалась в финалы с обручем, мячом и лентой. 17-19 июня Ашрам участвовала в Чемпионате Европы 2016 года, где стала 7-й в многоборье. 23-24 сентября Ашрам завершила сезон участием в финале Гран-при 2016 года, где заняла 4-е место в многоборье; в финалах выиграла бронзу с булавами, заняла 4-е место с обручем и мячом и стала 5-й с лентой.

### 2017 год
Линой участвовала в Гран-при 2017 года в Москве, заняв 6-е место в многоборье и пройдя в финалы во всех отдельных упражнениях; выиграла «бронзу» с булавами, заняла 4-е место с мячом и 5-е место с обручем и лентой. Затем она участвовала в Кубке мира 2017 в Ташкенте, заняв 8-е место в многоборье и пройдя в три финала:  «бронза» с обручем, 6-е место с мячом и 5-е с булавами. 5-7 мая Ашрам участвовала в Чемпионате мира 2017 года и завоевала «бронзу» в многоборье; квалифицировалась во все 4 финала и выиграла «серебро» с обручем, бронзу с булавами, заняла 4-е место с лентой и 8-е место с мячом. На Маккабианских играх 2017 года она выиграла все пять золотых медалей (многоборье, мяч, лента, обруч и булавы). Ашрам участвовала во Всемирных играх 2017 года во Вроцлаве, Польша, с 20 по 30 июля; она прошла во все финалы, где завоевала серебряную медаль с булавами (опередив Арину Аверину), бронзу с обручем (уступив Дине Авериной), заняла 8-е место с мячом и 6-е место с лентой. 11-13 августа Ашрам участвовала в Кубке мира 2017 в Казани, где заняла 4-е место в многоборье; она квалифицировалась во все финалы и выиграла четыре бронзовые медали. 30 августа — 3 сентября, на Чемпионате мира 2017 года в Пезаро, Италия, она получила квалификацию в три финала, заняв 6-е место с обручем, 4-е с мячом и выиграла «бронзу» с лентой. В многоборье Ашрам вписала своё имя в историю, став первой израильской гимнасткой, завоевавшей медаль в многоборье Чемпионата мира (бронза); ранее Нета Ривкин была единственной представительницей Израиля, выигрывавшей медаль Чемпионата мира, однако только в финале отдельного упражнения (бронзовая медаль с обручем).

### 2018 год
В этом сезоне 2018 Ашрам участвовала в чемпионате мира 2018 в Софии, где заняла второе место в многоборье, а также второе место в упражнении с обручем и третье место в упражнении с лентой.
В том же году Линой участвует в серии турниров Кубка мира и мировом кубке вызова.
- На этапах Кубка мира завоёвывает в многоборье бронзовую медаль в Софии и Пезаро, а также серебряную медаль в Ташкенте, в упражнении с обручем серебряную медаль в Ташкенте, в упражнении с мячом серебряные медали в Пезаро и Ташкенте, в упражнении с булавами золотую медаль в Пезаро и бронзовую в Ташкенте, в упражнении с лентой золотую медаль в Софии и серебряную медаль в Ташкенте.
- На этапах Кубка мира в многоборье побеждает в Гвадалахаре и Минске и завоёвывает бронзовую медаль в Казани. В отдельных упражнениях: обруч — серебро в Гвадалахаре и Казани, мяч — золото в Гвадалахаре, серебро в Казани и бронза в Минске, булавы — золото в Минске и серебро в Казани, лента — серебро в Гвадалахаре и Казани.

### 2019 год

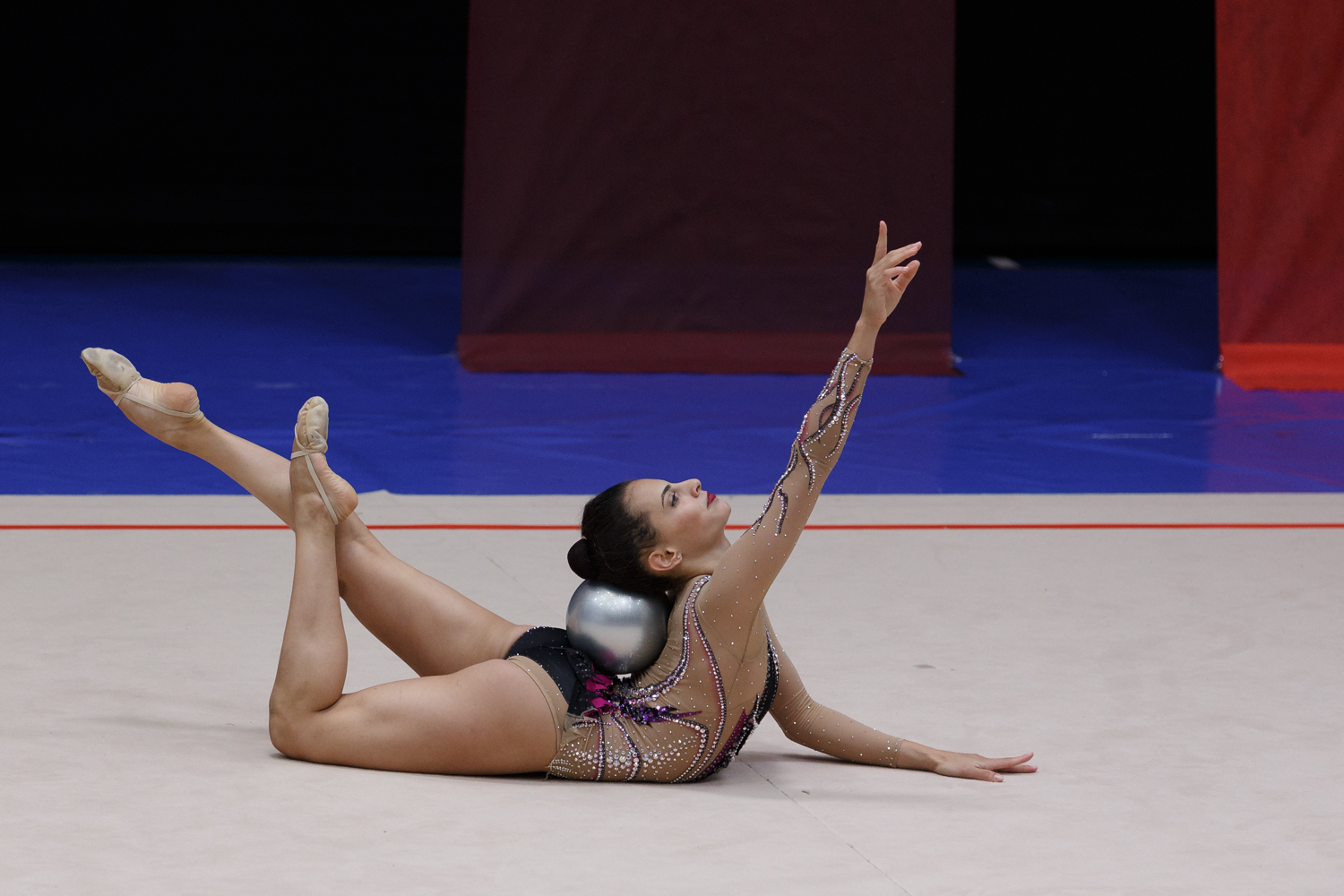
Линой Ашрам во время упражнения с мячом. 2019 год

Линой представила новые программы на чемпионате Израиля, где заняла первое место, несмотря на невысокие для неё баллы. Первым международным стартом стал этап Гран-При в Марбелье. Допустив несколько ошибок, Линой не сумела подняться на пьедестал в многоборье. Ашрам квалифицировалась в 3 финала — с лентой, обручем и булавами и победила в каждом из них.

### 2020 год
На чемпионате Европы, который проходил в Киеве, Линой Ашрам победила в индивидуальном многоборье.

### 2021 год
Чемпионат Европы 2021
- Личное Многоборье - 4-е место
- Командное Многоборье -
- Обруч -
- Мяч -
- Булавы -

Олимпиада 2020
Линой Ашрам завоевала золотую медаль в индивидуальном многоборье и стала первой женщиной в истории Израиля, которая получила золотую медаль на Олимпиадах. В финале Летней Олимпиады в Токио 2020 Линой опередила фаворитку россиянку Дину Аверину на 0,150 балла. Дело в том, что несмотря на штраф за потерю ленты, Ашрам лидировала с большим отрывом в упражнениях с булавами и обручем. Некоторые российские спортивные функционеры не смогли принять победу Ашрам над Диной Авериной, утверждая, что израильтянка добилась победы благодаря «несправедливому судейству» несмотря на то, что в 2018 году был аналогичный случай, когда Дина Аверина, победив в Чемпионате мира 2018 года, уронила ленту и обошла Линой Ашрам.
Результаты выступления на Олимпиаде 2020
| Соревнование      | Спортсмены  | Квалификация | Квалификация | Квалификация | Квалификация | Квалификация | Квалификация | Финал  | Финал  | Финал  | Финал  | Финал   | Финал |
| Соревнование      | Спортсмены  |              |              |              |              | Всего        | Место        |        |        |        |        | Всего   | Место |
| ----------------- | ----------- | ------------ | ------------ | ------------ | ------------ | ------------ | ------------ | ------ | ------ | ------ | ------ | ------- | ----- |
| личное многоборье | Линой Ашрам | 23,500       | 28,250       | 27,850       | 23,500       | 103,100      | 3 Q          | 27,550 | 28,300 | 28,650 | 23,300 | 107,800 | 1     |

| Соревнование      | Спортсмены   | Квалификация | Квалификация | Квалификация | Квалификация | Квалификация | Квалификация | Финал  | Финал  | Финал  | Финал  | Финал   | Финал |
| Соревнование      | Спортсмены   |              |              |              |              | Всего        | Место        |        |        |        |        | Всего   | Место |
| ----------------- | ------------ | ------------ | ------------ | ------------ | ------------ | ------------ | ------------ | ------ | ------ | ------ | ------ | ------- | ----- |
| личное многоборье | Дина Аверина | 27,625       | 27,600       | 28,275       | 22,800       | 106,300      | 1 Q          | 27,200 | 28,300 | 28,150 | 24,000 | 107,650 | 2     |

### 2022 год
В марте 2022 года объявила о завершении карьеры.
Линой продолжит работать со сборной Израиля по художественной гимнастике теперь в качестве тренера.

## Достижения
- Вошла в историю как первая израильская гимнастка, ставшая призёром индивидуального многоборья (бронза) на чемпионате мира (Пезаро 2017) и первая израильская гимнастка, ставшая вице-чемпионкой мира в индивидуальном многоборье (София 2018) .
- Первая израильская гимнастка, завоевавшая «золото» в многоборье на Кубке мира (Гвадалахара 2018).
- Первая в истории израильского спорта олимпийская чемпионка в художественной гимнастике (Токио 2021).
- Первая израильская гимнастка, завоевавшая «золото» в серии Финала Гран-При (Брно 2015).

## Программы
| Год  | Дисциплина | Музыка                                                                       |
| ---- | ---------- | ---------------------------------------------------------------------------- |
| 2021 | Обруч      | Haste — Really Slow Motion, Giant Apes                                       |
| 2021 | Мяч        | Big in Japan — Ане Брун                                                      |
| 2021 | Булавы     | Crazy in Love, Diva, Run The World — Бейонсе, Level Up — Сиара               |
| 2021 | Лента      | Hava Nagila — Israeli folk song                                              |
| 2020 | Обруч      | Haste — Really Slow Motion, Giant Apes                                       |
| 2020 | Мяч        | Hurt — Кристина Агилера                                                      |
| 2020 | Булавы     | Crazy in Love, Diva, Run The World — Бейонсе, Level Up — Сиара               |
| 2020 | Лента      | Hava Nagila — Еврейская народная песня                                       |
| 2019 | Обруч      | Battle of the Kings — Audiomachine                                           |
| 2019 | Мяч        | Im Ele A Haim — Керен Пелес                                                  |
| 2019 | Булавы     | Istanbullu Gelin — Kobi Shaltiel,Mash & Matan                                |
| 2019 | Лента      | One Night Only (Disco Version), Аника Нони Роуз — Бейонсе и Шэрон Лил        |
| 2018 | Обруч      | Obsidian — Audiomachine                                                      |
| 2018 | Мяч        | Encore Un Soir — Селин Дион                                                  |
| 2018 | Булавы     | Footloose (из сериала «Хор»)                                                 |
| 2018 | Лента      | Маска Зорро                                                                  |
| 2017 | Обруч      | Star Fusion — Really slow motion                                             |
| 2017 | Мяч        | Hoy Tengo Ganas de Ti — Алехандро Фернандес, Кристина Агилера                |
| 2017 | Булавы     | Don't Stop Me Now — Queen                                                    |
| 2017 | Лента      | Suite Mignone, Holding Out for a Hero — Joop Celis, Silver Screen Superstars |
| 2016 | Обруч      | Henry’s Death' — BT                                                          |
| 2016 | Мяч        | Mi Amor — Benise                                                             |
| 2016 | Булавы     | Run the World (Girls) — Бейонсе; I Am the Best, 2NE1                         |
| 2016 | Лента      | Moon Trance — Линдси Стирлинг                                                |
| 2015 | Обруч      | Albinoni in Rock — Клаудио Симонетти                                         |
| 2015 | Мяч        | Mi Amor — Benise                                                             |
| 2015 | Булавы     | What a feeling — Айрин Кара                                                  |
| 2015 | Лента      | Moon Trance — Линдси Стирлинг                                                |

## Спортивные достижения
| Взрослые | Взрослые                | Взрослые                | Взрослые   | Взрослые | Взрослые | Взрослые | Взрослые | Взрослые |
| Год | Турнир                  | Турнир                  | Многоборье | Команда  | Обруч    | Мяч      | Булавы   | Лента    |
| --- | ----------------------- | ----------------------- | ---------- | -------- | -------- | -------- | -------- | -------- |
| 2021 | Летние Олимпийские игры | Летние Олимпийские игры | 1-е        |          |          |          |          |          |
| 2021 | Чемпионат Европы        | Чемпионат Европы        | 4-е        | 3-е      | 2-е      | 2-е      | 1-е      | 4-е      |
| 2021 | Кубок мира              | Пезаро                  | 4-е        |          | 2-е      | 1-е      | 2-е      | 6-е      |
| 2021 | Кубок мира              | Баку                    | 5-е        |          | 1-е      | 5-е      | 1-е      | 16-е (Q) |
| 2021 | Кубок мира              | София                   | 1-е        |          | 3-е      | 1-е      | 4-е      | 4-е      |
| 2020 | Чемпионат Европы        | Чемпионат Европы        | 1-е        |          |          |          |          |          |
| 2019 |                         |                         |            |          |          |          |          |          |
| Чемпионат мира | Чемпионат мира          | 3-е                     | 2-е        | 2-е      | 3-е      | 2-е      | 2-е      |          |
| World Challenge Cup | Клуж-Напока             | 1-е                     |            | 1-е      | 4-е      | 2-е      | 1-е      |          |
| World Challenge Cup | Минск                   | 3-е                     |            | 1-е      | 3-е      | 2-е      | 4-е      |          |
| Кубок мира | Баку                    | 6-е                     |            | 2-е      | 1-е      | 10-е (Q) | 22-е (Q) |          |
| Кубок мира | София                   | 2-е                     |            | 1-е      | 3-е      | 1-е      | 3-е      |          |
| 2018 |                         |                         |            |          |          |          |          |          |
| Чемпионат мира | Чемпионат мира          | 2-е                     | 4-е        | 2-е      | 24-е (Q) | 15-е (Q) | 3-е      |          |
| World Challenge Cup | Казань                  | 3-е                     |            | 2-е      | 2-е      | 2-е      | 3-е      |          |
| World Challenge Cup | Минск                   | 1-е                     |            | 6-е      | 3-е      | 1-е      | 6-е      |          |
| World Challenge Cup | Гвадалахара             | 1-е                     |            | 2-е      | 1-е      | 6-е      | 2-е      |          |
| Чемпионат Европы | Чемпионат Европы        | 4-е                     |            |          |          |          |          |          |
| Кубок мира Ташкент | Ташкент                 | 2-е                     |            | 2-е      | 2-е      | 3-е      | 2-е      |          |
| Кубок мира Ташкент | Пезаро                  | 3-е                     |            | 5-е      | 2-е      | 1-е      | 5-е      |          |
| Кубок мира Ташкент | София                   | 3-е                     |            | 8-е      | 4-е      | 4-е      | 1-е      |          |
| 2017 | Чемпионат мира          | Чемпионат мира          | 3-е        |          | 6-е      | 4-е      | 11-е (Q) | 3-е      |
| 2017 | Всемирные игры          | Всемирные игры          |            |          | 3-е      | 8-е      | 2-е      | 6-е      |
| 2017 | World Challenge Cup     | Казань                  | 4-е        |          | 3-е      | 3-е      | 3-е      | 3-е      |
| 2017 | Чемпионат Европы        | Чемпионат Европы        |            |          | 3-е      | 5-е      | 3-е      | 6-е      |
| 2017 | Кубок мира София        | София                   | 3-е        |          | 2-е      | 8-е      | 3-е      | 4-е      |
| 2017 | Кубок мира София        | Ташкент                 | 8-е        |          | 3-е      | 6-е      | 5-е      | 18-е (Q) |
| 2016 | Кубок мира София        | София                   | 7-е        |          | 6-е      | 5-е      | 13-е (Q) | 5-е      |
| 2016 | Кубок мира София        | Ташкент                 | 3-е        |          | 4-е      | 3-е      | 4-е      | 6-е      |
| 2016 | Кубок мира София        | Пезаро                  | 9-е        |          | 11-е (Q) | 17-е (Q) | 11-е (Q) | 8-е      |
| 2016 | Чемпионат Европы        | Чемпионат Европы        | 8-е        |          |          |          |          |          |
| Q = в квалификации (без выступления в финале соревнования из-за ограничения 2-х гимнасток из одной страны или только 8-и с высшим результатом); WR = Мировой рекорд; WD = снялась с состязаний из-за травмы; OC = вне зачёта (участвовала в соревновании, но баллы не засчитывались |                         |                         |            |          |          |          |          |          |